# ضوك (مناخة)
ضوك هي إحدى قرى عزلة المغارب بمديرية مناخة التابعة لمحافظة صنعاء، بلغ تعداد سكانها 95 نسمة حسب تعداد اليمن لعام 2004.